# Гверки (Харагаульский муниципалитет)
Гверки (груз. ღვერკი) — село в Грузии, на территории Харагаульского муниципалитета края (мхаре) Имеретия.

## География
Село находится в западной части Грузии, на правом берегу реки Чхеримелы, на расстоянии 10 километров к северо-западу от посёлка городского типа Харагаули, административного центра муниципалитета. Абсолютная высота — 341 метр над уровнем моря.

## Население
По результатам официальной переписи населения 2014 года, в Гверки проживало 49 человек (24 мужчины и 25 женщин). В национальной структуре населения грузины составляли 98 %, осетины — 2 %.
| Год  | Население, человек |
| ---- | ------------------ |
| 2002 | 101                |
| 2014 | ↘ 49               |